# Te-Guruma
Te-Guruma est une technique de projection employée au judo. Te-Guruma signifie « roue autour de la main », « Te » signifiant main ou bras, et « Guruma » la roue.
Elle fait partie des Kaeshi-Waza, ce qui veut dire qu'elle sert à contrer d'autres projections. Cette technique est désormais interdite en compétition bien qu'elle fasse partie du Gokyo. 

## Exécution
Dans cette technique, Tori doit attendre qu'Uke lui fasse une attaque de projection d'épaule ou de hanche. Lorsqu'Uke se tourne, Tori doit plier les genoux pour bien contrôler et placer sa main entre les jambes d'Uke. Puis, Tori déplie ses jambes et pousse avec son ventre  pour soulever Uke. Tori, avec l'action de ses mains, fait pivoter Uke pour qu'il fasse une chute arrière.

## Enchaînements
- O-Mata-Sukui
- Te-Otoshi
- Kata-Ashi-Dori

## Contres
- Obi-Tori-Gaeshi
- Hikkomi-Gaeshi/Hikikomi-Gaeshi
- Kuchiki-Daoshi